# 罗号驱逐舰 (DD-418)
罗号驱逐舰（英語：USS Roe，舷号：DD-418），是美国海军于第二次世界大战前建造的一艘辛姆斯级驱逐舰，舰名取自美国南北战争时期的弗朗西斯·阿斯伯里·罗海军少将。罗号先后在大西洋战场与太平洋战场参与作战，参加了火炬行动、哈士奇行动、硫磺岛战役等多场二战关键战役。
罗号驱逐舰由埃莉诺·罗·希尔顿（Eleanor Roe Hilton）女士冠名，于1938年4月23日在查尔斯顿海军造船厂铺设龙骨，1939年6月21日下水。1940年1月5日，罗号正式服役，交由理查德·马丁·斯克鲁格斯（Richard Martin Scruggs）少校指挥。

## 设计与装备
西姆斯级驱逐舰的主体构造与班汉级驱逐舰类似，但在其基础上改进了舰体流线结构和武器布局，使其在2具西屋电气蒸汽涡轮机的推进下最高能够达到37节航速。该级驱逐舰早期搭载有5座单装5英寸38倍径主炮、2座四联装21英寸鱼雷发射管和4座.50机枪，但其中一座主炮随后因稳心过高问题而被拆除，随着战事进展，西姆斯级的防空火力和反潜装备也得到过加强。此外，该级驱逐舰还搭载有多种当时较为先进的技术，使其在续航、火炮准度等方面相较于过往船型有了一定程度的提高。

## 服役历史

### 美国参战前
在完成试航与准备工作后，罗号先后在美国本土近海与太平洋训练。1941年春，她返回东海岸，并于春夏之交前往中大西洋海域执行任务。同年秋，她北上前往加拿大阿真舍海军基地，为往返于纽芬兰和冰岛之间的盟军船队提供护航。

### 第二次世界大战
珍珠港事件爆发后，罗号于1942年1月奉命南下返回美国本土，并于2月中旬抵达紐約港。此后，她作为第11驱逐舰中队旗舰继续在北大西洋海域执行护航任务，并多次往返纽约至冰岛航线。3月底，她护送船队前往巴拿马，随后于5月北上新英格兰。6月，她护送运输舰前往英国，并于7月参加了美军在沿海地带和加勒比地区举行的大型军事演习。8月中旬至10月，罗号参加了多次位于南美洲的军事行动。期间，她为数艘往返于特立尼达岛与巴西的船只提供护航。随后，她返回诺福克，为火炬行動做准备。
火炬行动开始之际，罗号护送北部攻击集群的运输舰前往马赫迪耶，随后在地面部队进攻塞布河期间为他们提供火力支援，协助其夺取位于蓋尼特拉的港口和位于塞拉的机场。11月7日至8日晚间，罗号脱离主力舰队先期前往盟军即将发动攻势的区域，使用SG雷达搜索附近可能出现的敌对船只，并尝试联络已经抵达的信标潜艇沙德号。联络失败后，罗号自主开展定位工作，确定了目标海滩与登陆点的实际情况，随后她返回舰队为其他船只提供指引。清晨登陆时，罗号作为管控舰负责代号“蓝色”与“黄色”滩头的舰艇协调工作，同时承担一些火力支援任务。日出后不久，她又协助萨凡纳号轻巡洋舰炮击塞布河口古堡卡斯巴（Kasba），使其守军火力点短暂静默。此后，罗号继续为当地的登陆部队提供火力掩护，直到11月15日接到命令启程回国。11月26日，她顺利抵达弗吉尼亚州的漢普頓錨地，并在补给后继续执行常规任务。同年冬至次年春，她多次护送油轮前往墨西哥湾与加勒比海地区，并在巡航区域为前往卡萨布兰卡的补给船队提供护航。6月10日，她离开纽约前往地中海，参加西西里島戰役。
6月下旬，罗号经由瓦赫蘭短暂补给，最终于7月8日到达目的地利卡塔。7月10日，罗号与史旺森号驱逐舰在雷达信标的指引下，编队前往利卡塔以西24英里处的意大利鱼雷艇基地恩佩多克莱港，调查周边海域侦测到的敌情。两舰很快到达目标附近，但为回避水雷，罗号大幅落后于史旺森号。为恢复编队，罗号加速追赶。凌晨3时许，由于舵手操作失误，罗号舰艏以偏右的角度直击史旺森号左舷，导致自身舰艏受损，后者动力室进水。经过两个小时的损害管控，两舰于5时许恢复机动能力。日出后，收到情报的納粹德國空軍派出战机袭击这两艘受损船只，但因猛烈的防空炮火而没有取得战果。一架Ju 88轟炸機在突袭中坠毁。罗号随后前往瓦赫兰进行紧急维修，并在恢复远洋航行能力后立即返航纽约。9 月中旬，罗号重归运输船队护航序列，并在年底前顺利执行两次前往北非的护送任务。

### 太平洋战场
随着1944年的到来，罗号也由大西洋转战太平洋。1月26日，她从纽约启航，经由巴拿马运河前往巴布亚新几内亚与盟军舰队汇合。3月12日，她顺利抵达苏德角，并在那里加入第76特遣舰队。此后一段时间，她在新几内亚各港口间执行任务，并参加了一系列护送盟军运兵船登陆菲律宾诸岛的行动。3月16日至21日，罗号参加了对马努斯岛的攻击，并于4月上旬将驻留该岛的美国陆军士兵运至蘭布蒂奧島，此后，她又前往約斯蘇達索灣，为4月22日在当地进行的登陆行动提供支援。5月中旬，罗号于托姆至瓦克德一线支援作战，并于月底护送坦克登陸艦前往比亞克島。此后的一个月时间里，罗号都在比亚克岛附近执行护航与火力支援任务。7月，她被调往農福爾島执行战前轰炸等任务。
7月中旬，罗号离开阿德默勒尔蒂群岛前往马朱罗，并在那里加入第5舰队。接下来的6个星期里，她作为坠毁飞机救援船于馬洛埃拉普環礁、沃杰环礁、米利環礁、賈盧伊特環礁等地巡航，并在马绍尔群岛与马里亚纳群岛之间执行护航与救援任务。12月上旬，罗号加入第94.9特混舰队前往硫磺岛，执行火力覆盖任务。罗号于12月8日结束任务返回塞班岛。返航途中，她先后完成两次搜索救援任务，并协助一名医生紧急前往塞班。12月24日，罗号与格斯号驱逐舰编队出海扫荡，击沉一艘武装拖船和一艘被改造为快速运输船的驱逐舰。12月27日，她又前往硫磺岛以西海域进行炮火支援，成功摧毁岛上部分工事与防空设施并击沉数艘小艇。
1945年的第一个星期，罗号参加了对火山列岛与小笠原群岛发动的攻势，随后她取道烏利西環礁前往关岛，重新加入护航巡逻编队。4月下旬盟军空袭日本本岛期间，罗号返回小笠原群岛海域，进行雷达搜索与失事飞机救援工作。5月底，她奉命前往马里亚纳群岛，并于6月正式踏上返回美国西海岸的归途。7月29日，罗号顺利抵达旧金山，并在那里停泊直至8月15日日本投降。随着战争的结束，罗号于1945年10月30日正式退役，并于同年11月16日从美国海军除籍。1947年8月，罗号出售拆解。

## 荣誉
第二次世界大战期间，罗号共获得7枚战斗之星：
| 战役或行动         | 日期（包含期间各任务段）    |
| ------------------ | --------------------------- |
| 攻占北非           | 1942年11月8日至11日         |
| 西西里岛战役       | 1943年7月9日至15日          |
| 俾斯麦群岛战役     | 1944年3月14日至4月6日       |
| 荷兰迪亚战役       | 1944年4月21日至5月7日       |
| 新几内亚西部战役   | 1944年5月17日至7月10日      |
| 加罗林群岛西部战役 | 1944年9月9日至24日          |
| 硫磺岛战役         | 1944年12月8日至1945年1月5日 |

## 参与护航行动列表
| 护航船队 | 日期                   | 附录                         |
| -------- | ---------------------- | ---------------------------- |
| HX 155   | 1941年10月18日-25日    | 美国正式参战前由纽芬兰至冰岛 |
| ON 31    | 1941年11月4日-15日     | 美国正式参战前由冰岛至纽芬兰 |
| HX 161   | 1941年11月23日-12月3日 | 美国正式参战前由纽芬兰至冰岛 |
| ON 43    | 1942年12月11日-15日    | 由冰岛至纽芬兰               |

## 历任舰长
| 姓名       | 译名                       | 军衔 | 任职时间                     |
| ---------- | -------------------------- | ---- | ---------------------------- |
|            | 理查德·马丁·斯克鲁格斯     | 少校 | 1940年1月5日                 |
|            | 约翰·牛顿·奥佩三世         | 中校 | 1941年10月16日               |
|            | 小雷特尔·林伍德·诺兰       | 少校 | 1942年10月16日               |
|            | 弗朗西斯·斯蒂芬·斯蒂克     | 中校 | 1943年11月8日                |
|            | 小詹姆斯·普莱斯利·克拉夫特 | 中校 | 1944年9月8日                 |
|            | 小盖伊·爱德华·赫恩         | 少校 | 1945年7月29日-1945年10月30日 |
| 参考文献： |                            |      |                              |